# Walter z Châtillon
Walter z Châtillon (ur. ok. 1221, zm. 6 kwietnia 1250 pod Fariskur) – francuski szlachcic, pan Montjay.

## Życiorys
Walter był synem hrabiego Saint-Pol Gwidona I i następczyni tronu hrabstw Nevers, Auxerre i Tonnerre Agnieszki II. W 1225, gdy zmarła jego matka, został dziedzicem hrabstw Nevers, Auxerre i Tonnerre. Rok później, po śmierci ojca, przekazano go pod opiekę babki hrabiny Nevers Matyldy I. Przy podziale dóbr ojca Walter musiał zadowolić się baronią Montjay, gdyż hrabstwo Saint-Pol przejął jego stryj Hugo I.
W 1248 Walter wyruszył na VI wyprawę krzyżową, której przewodził król Ludwik IX. Po przezimowaniu na Cyprze krzyżowcy wylądowali w okolicach Damietty w Egipcie. Walter brał udział w zdobyciu miasta (1249), a następnie w bitwie pod Al-Mansurą (1250). Najprawdopodobniej zginął w bitwie pod Fariskur 6 kwietnia 1250, choć według Historia Anglorum miał wówczas dostać się do arabskiej niewoli, w której zmarł kilka lat później. Po śmierci Waltera jego dobra odziedziczyła jego siostra Jolanta.

## Rodzina
W grudniu 1236 został zaręczony z Joanną z Clermont. Data ślubu pary nie jest znana, ale na pewno miał on miejsce przed 1241. Małżeństwo było bezdzietne.